# Hollywood Records
A Hollywood Records a Walt Disney Company tulajdonában lévő lemezkiadó vállalat. Főleg a popzenei előadókra fókuszál, de ennek ellenére repertoárjukban szerepelnek rock, vagy akár metalcore együttesek is. 1989-ben alakult, eleinte az Elektra Records terjesztette Amerikában és Kanadában, majd 1995-től a PolyGram (amely 1998-ban az Universal Music Group része lett). A kiadó számos filmzene lemezt jelentet meg, nagyrészt a Disney stúdió, vagy Disney tulajdonú stúdiók anyagát.
2008-tól a Lyrics Street Records, a Mammoth Records és a Walt Disney Records társaságában a Disney Music Group része.
A kiadó Európában és Ausztráliában is megjelent, az EMI-n keresztül Hillary Duff, Jesse McCartney és Aly & J albumait adta ki, valamint a Duran Duran Pop Trash című albumát az Edel Recordson keresztül. Egy alvállalatot is indítottak az 1990-es évek elején Tr1be Records néven az angliai kiadásokhoz.

## Előadók a Hollywood Recordsnál
- Queen (1991–)
- Breaking Benjamin (2002–)
- Jesse McCartney (2003–)
- Aly & AJ (2004–)
- Hilary Duff (2002–)
- Grace Potter and the Nocturnals (2004–)
- Marié Digby (2005–)
- Plain White T’s (2006–)
- Hayden Panettiere (2006–)
- Corbin Bleu (2006–)
- Miley Cyrus (2006–2013)
- Vanessa Hudgens (2006–)
- Jordan Pruitt (2006–)
- Atreyu (2007–)
- Jonas Brothers (2007–2013)
- Selena Gomez (2008–2014)
- Demi Lovato (2008–)
- Zendaya (2012-)
- Bridgit Mendler (2011-2015)
- R5 (2012-)
- Martina Stoessel (2016-)
- Sabrina Carpenter(2012-)

## Egykori Hollywood Records előadók
- Jesse & the 8th Street Kidz
- Caroline’s Spine
- The Party
- Duran Duran
- BBMak
- Insane Clown Posse
- Josh Kelley
- Big Kenny
- Seu Jorge
- The Suicide Machines
- Forty Foot Echo
- Mitsou
- The Dead Milkmen
- Nobody’s Angel
- Stryper
- Morris Day
- Indigo Girls
- Everlife
- Raven-Symoné
- Ingram Hill
- Evans Blue
- Jeannie Ortega

## Külső hivatkozások
- Hivatalos weboldal